# ورقي المسكن طويل العقدة
ورقي المسكن طويل العقدة (الاسم العلمي: Oecophylla longinoda) (الاسم الشائع له النمل الحائك)، هو نوع من النمل الشجري الموجود الغابات الاستوائية في إفريقيا. إنها واحدة من نوعين موجودين فقط من جنس ورقيات المسكن، والآخر هو ورقي المسكن الزمردي. يصنعون أعشاشهم في الأشجار من أوراق مخيطة معًا باستخدام الحرير الذي تنتجه يرقاتهم.